# Charlie Weber
Charlie Weber (* 20. září 1978, Jefferson City, Missouri, USA) je americký herec a bývalý model. Nejvíce se proslavil rolí Franka Delfina v seriálu stanice ABC Vražedná práva.

## Životopis
Narodil se v Jefferson City v Missouri. Na střední škole se začal zajímat o herectví. Po maturitě studoval jeden rok na univerzitě, ale rozhodl se, že to není nic pro něj, chtěl totiž vidět svět. V 19 letech se přestěhoval do New Yorku.

## Kariéra
Svůj filmový debut si odbyl s filmem z roku 2000 Klub zlomených srdcí. Později v tom samém roce získal vedlejší roli Bena v seriálu Buffy, přemožitelka upírů. Později se objevil v seriálech jako Veronica Mars, Sběratelé kostí, Everwood, Kriminálka Miami, Kancelářská krysa nebo Dr. House.
V roce 2004 hrál ve filmu Velmi nebezpečné známosti 3. V roce 2010 získal roli ve filmu Tupíři. V roce 2012 získal vedlejší roli v páté sérii seriálu 90210: Nová generace.
V roce 2014 získal hlavní roli v seriálu stanice ABC Vražedná práva. Seriál spadá pod produkci Shondy Rhimes.

## Filmografie

### Film
| Rok  | Název                       | Role                          | Poznámky            |
| ---- | --------------------------- | ----------------------------- | ------------------- |
| 2000 | Klub zlomených srdcí        | Nováček                       |                     |
| 2000 | Warmth                      | Potencionální přítel servírky | krátkometrážní film |
| 2002 | Dead Above Ground           | Dillion Johnson               |                     |
| 2003 | Gacy                        | Tom Kovacs                    |                     |
| 2003 | The Kiss                    | Zig                           |                     |
| 2004 | Velmi nebezpečné známosti 3 | Brett Patterson               |                     |
| 2010 | Tupíři                      | Jack                          |                     |
| 2016 | Jarhead 3: The Siege        | Evan Albright                 |                     |
| 2017 | Ex-Patriot                  | Bill Donovan                  |                     |
| 2019 | Coyote Lake                 | Mario                         |                     |
| 2020 | After: Přiznání             | Christian Vance               |                     |

### Televize
| Rok       | Název                     | Role            | Poznámky:                                                |
| --------- | ------------------------- | --------------- | -------------------------------------------------------- |
| 2000      | Kancelářská krysa         | Brad            | díl: „Drew Pops something on Kate“                       |
| 2000-01   | Buffy, přemožitelka upírů | Ben             | Vedlejší role, 14 dílů                                   |
| 2001      | Čarodějky                 | Princ           | díl: „Nezapomenutelný rytíř“                             |
| 2003-04   | Everwood                  | Jay             | Vedlejší role, 5 dílů                                    |
| 2006      | Kriminálka New York       | Damon           | díl: „Hrdinové“                                          |
| 2006      | Veronica Mars             | Glen            | díl: „O hříších a lidech“                                |
| 2007      | Kriminálka Miami          | Lou Pennington  | díl: „Nadhazovač snů“                                    |
| 2007      | Kriminálka Las Vegas      | Corey Archfield | díl: „Prázdné oči“                                       |
| 2008      | Dirt                      | Ian             | díl: „Dirty, Slutty Whores“                              |
| 2009      | Ďáblův sluha              | Xavier          | díl: „To Sprong, with Love“                              |
| 2010      | Dr. House                 | Damien          | díl: „Otevřít a zavřít“                                  |
| 2011      | Status: Nežádoucí         | Jacob           | díly: „Enemy of My Enemy“ a „Besieged“                   |
| 2011      | State of Georgia          | Jeb             | díly: „It's Not Easy Being Green“ a „Locked Up, a Broad“ |
| 2011      | Sběratelé kostí           | Nolan           | díl: „Smrt lovce tornád“                                 |
| 2012      | Femme Fatales             | Ace             | díl: „Jailbreak“                                         |
| 2012-13   | Život pod cenou           | Todd            | Vedlejší role, 12 dílů                                   |
| 2013      | 90210: Nová generace      | Mark Holland    | Vedlejší role, 7 dílů                                    |
| 2013      | Skladiště 13              | Liam Napier     | díl: „Uprchlík“                                          |
| 2014–2020 | Vražedná práva            | Frank Delfino   | Hlavní role, 90 dílů                                     |